# RPG-75
RPG-75 (68 mm reaktivní protitankový granát vz.75) je účinná ruční protitanková bezzákluzová zbraň určená k ničení tanků, obrněných vozidel a opevněných cílů.
V roce 1965 se do  Československa začal dovážet z Bulharska sovětský granátomet RPG-7. Vzhledem k vysoké ceně granátometů RPG-7 začal od roku 1966 vývoj jednorázově použitelné RPG-75. RPG-75 je konstruován pro jednorázové použití, s trvale nabitou kumulativní střelou uvnitř výmetného pouzdra s hladkým vývrtem. Střela je připojena k přední části teleskopicky výsuvné spalovací komory s tryskou.
Účinná střelba z RPG-75 na pohybující se tanky a obrněná vozidla je do dálky 200 m. Účinnou střelbu na stojící cíle  lze vést do dálky 300 m. Mechanická mířidla umožňují nastavení záměrných úhlů na dálky 100, 200, 250 a 300 m. Hmotnost granátu je 3,20 kg.
RPG-75 je reaktivní granát s výmetným pouzdrem, ve kterém je uložena kumulativní střela spojená se spalovací komorou, ukončenou expanzní tryskou. Spalovací prostor komory je oddělen od prostoru výmetného pouzdra přepážkou se škrticím otvorem. Kumulativní střela je vymetena z výmetného pouzdra plyny z hořící prachové náplně, laborované ve spalovací komoře.
Střela probíjí pancíř nebo jinou překážku kumulativní paprskem, vzniklým při výbuchu kumulativní trhaviny A-IX-1 (95 % RDX, 5 % vosk) při dopadu střely na cil. Účinek střely není závislý na vzdálenosti cíle, tj. na dopadové rychlosti.
RPG-75 vykazuje při výstřelu jen nepatrný zpětný ráz, který střelec pociťuje jako záchvěv výmetného pouzdra. Zpětný ráz je vyrovnáván reaktivní silou, vyvolanou částí plynů, které při výstřelu proudí tryskou směrem dozadu za granát.
Střelba z RPG-75 je možné pouze z pravé strany - z pravého ramene střelce - jak je naznačeno na instrukční nálepce, umístěné na zadní části výmetného pouzdra.
RPG-75 má charakter munice vzhledem k jeho určení pro jednorázové použití, které je dáno trvale nabitou, kumulativní střelou ve výmetném pouzdře a prachovou náplní ve spalovací komoře.

## Hlavní části
Výmetné pouzdro s mechanickými mířidly, s úplným spušťadlem a nosným popruhem:
Je vyrobeno z hliníkové trubky a má hladký vývrt ráže 68 mm. Vpředu u ústí je výmetné pouzdro zesíleno předním ochranným nákružkem a chráničem ústí, na kterém je v horní části upevněna, rámečkové muška s krytkou ústí. V dopravní poloze jsou obě součástky sklopeny do prostoru ústí výmetného pouzdra, kde jsou drženy pružným záchytem krytky ústí, ovládaným stiskátkem. Stlačením stiskátka se záchyt krytky ústí odklopí a rámečková muška s krytkou ústí se působením pružiny vymrští do zamiřovací polohy. V dopravní poloze je ústí výmetného pouzdra se sklopenou rámečkovou muškou a krytkou ústí chráněno náustníkem, který je na ústí upevněn převlečením přes vnější průměr předního ochranného nákružku. Náustník je opatřen poutkem, určeným ke stažení náustníku z ústí výmetného pouzdra. 
V okraji předního ochranného nákružku je vylisováno poutko pro nosný popruh, jehož druhy konec je upevněn v poutku, přišroubovaném k povrchu zadní části výmetného pouzdra. Nosný popruh lze rozepnout na dvě části. Délka popruhu je stavitelná posunutím popruhu v rozepínací přezce, případně posunutím rámečku přezky na předním dílu popruhu, na němž je rovněž navlečeno pouzdro s protihlukovými chrániči sluchu a s návodem k použití. Zadní díl popruhu s rozepínací přezkou a drátěnou vsuvkou má neměnnou délku. Slouží k upevnění konce předního dílu popruhu a k dosažení potřebné délky popruhu pro nošení. Přibližně uprostřed délky výmetného pouzdra je upevněn střední ochranný nákružek, který svým vybráním přiléhá k ložisku klapky dioptrického hledí. Hledí se sklápí k povrchu výmetného pouzdra a je v této poloze chráněno pryžovým chráničem hledí opatřeným poutkem. Na zadní straně středního ochranného nákružku je upevněno přední vodítko táhla spušťadla a střelecká pojistka.
Ve výřezu předního vodítka táhla spůštědla je zasunuta dopravní pojistka, opatřená plombou z plastiku. Přední ochranný nákružek se středním a zadním ochranným nákružkem chrání výmetné pouzdro před poškozením náhodnými nárazy. U konce výmetného pouzdra je upevněna základna úderníku a napruženým úderníkem, jehož zápalník iniciuje při spuštění zápalku zápalkového šroubu. Úderník se uvolní (dojde ke spuštěni) posunutím táhla spušťadla tlakem palce pravé ruky na spoušť směrem dopředu, ke střednímu ochrannému nákružku. Před spuštěním je nutno odtrhnout plombu dopravní pojistky a dopravní pojistku vytáhnout, poté stlačit střeleckou pojistku ukazovákem pravé ruky k výmetnému pouzdru a držet ji v této poloze až do okamžiku výstřelu. Při odpálení zaskočí uvolněná střelecká pojistka do vybrání na předním konci táhla spušťadla. Tím je táhlo zajištěno v přední poloze a nemůže samovolně vypadnout. Pro opětné napnutí a zajištění úderníku táhlem spušťadla je nutné stlačit nejprve střeleckou pojistku a potom táhlo posunout dozadu na doraz. Na povrchu zadní části výmetného pouzdra je nalepena instrukční nálepka, určená pro mimořádné podmínky použití.
Plášť spalovací komora s prachovou náplní, mechanickým zápalkovým šroubem, tryskou a vodicí lištou:
Spalovací komora tvoří nedílný celek s kumulativní střelou. Skládá se ze závěru, pláště spalovací komory a trysky. Uvnitř spalovací komory Je uložena prachová náplň s přením a zadním zažehovačem a rošt. Závěr, vyrobený z hliníkové slitiny, je závitem. pevně spojen s ocelovým pláštěm spalovací komory. Na konci přední válcové části závěru jsou tři ozuby, které po vysunutí a uzamknuti spalovací komory v bojové poloze zapadají do bajonetových ozubů výmetného pouzdra. Do předního dna spalovací komory, tvořeného přepážkou závěru, je našroubován šroub přepážky, spojený s uzávěrem dna kumulativní střely dvěma střižnými šrouby.
Středový otvor ve šroubu přepážky je uzavřen přední krytkou z hliníkové folie. Do závitu za krytkou je našroubována vložka, která svým okrajem přidržuje přední zažehovač v prostoru šlehověho kanálku zápalkového šroubu. V dutině zápalkového šroubu je uložena zápalka. Její zážehový impuls je zesílen přidáním malé dávky černého prachu. K přednímu zažehovači přiléhá prachová náplň 26, kterou tvoří svazek trubiček nitroglycerínového prachu. K zadnímu čelu prachové náplně je přišit zadní zažehovač pomocí kotoučku z řídké textilní síťoviny, přiloženého k přednímu čelu prachové náplně. Okraje síťoviny a zadního zažehovače jsou prošity nitěmi, a to deseti až dvanácti dlouhými podélnými stehy, rozloženými rovnoměrně po celém válcovém povrchu náplně.
Za prachovou náplní, před kritickým průřezem trysky, je vložen kuželový rošt. a otvory ve tvaru podélných drážek. Vnitřní prostor spalovací komory je hermeticky uzavřen našroubováním trysky z hliníkové slitiny. Spojení trysky s pláštěm spalovací komory je zajištěno pojistnou maticí. Kritický průřez trysky, tvořený zalisovanou ocelovou vložkou trysky, je uzavřen krytkou trysky z tvrzené tkaniny. Na konci trysky jsou tři ozuby, které při skládání granátu do dopravní polohy uzamykají spalovací komoru do ozubů výmetného pouzdra.
Tryska je ukončena pryžovým nárazníkem, na který je nasazen zadní ochranný nákružek. Pryžový nárazník je opatřen tenkou pryžovou membránou, která překrývá výstupní průřez trysky a zabraňuje proniknutí nečistot, vody apod. do dutiny trysky. Nárazník se zadním ochranným nákružkem chrání konec trysky před poškozením při náhodných nárazech. Závěr a tryska jsou propojeny vodicí lištou, která zajišťuje přímočaré vysouvání spalovací komory z výmetného pouzdra. Lišta je při vysouvání vedena v drážce, umístěné uprostřed ozubu výmetného pouzdra, který leží 90° vlevo od osy spušťadla. Přední část lišty je upevněna zasunutím do drážky v závěrů, konec lišty je přišroubován k trysce šroubem. Na povrchu pláště spalovací komory je nalepen laborační štítek, s výrobními údaji.
Kumulativní střela s mechanickým nárazovým okamžitým zapalovačem z 75, s mechanickou rozbuškovou pojistkou  rp 75 a s pyrotechnickým zpožďovačem autodestrukce:
Kumulativní střela je trvale uložena ve vývrtu výmetného pouzdra. Za letu je stabilizována přední a zadní čelní plochou s ostrou hranou. Skládá se z těla střely, úplné trhavinové náplně, temena střely se zapalovačem z 75, rozbuškové pojistky rp 75 a uzávěru dna s vešroubovaným pyrotechnickým zpožďovačem autodestrukce. Tělo střely je z hliníkové slitiny. Dno těla ve tvaru kruhové příruby vytváří druhou stabilizační plochu střely a současně hermeticky uzavírá prostor mezi dnem střely a přepážkou závěru spalovací komory tím, že je pevně dotaženo k čelu přední válcové části závěru, čelo je zapuštěno do kruhové drážky ve dně střely a je v ní utěsněno. Do dutiny těla střely je zpředu vložena úplná trhavinová náplň, zezadu rozbušková pojistka. Při uzavírání dutiny těla střely našroubováním temena střely a uzávěru dna jsou případné axiální vůle vložených součástek vymezeny papírovými mezikružnými podložkami. Úplná trhavinová náplň se skládá z trhaviny A-IX-1 nalisované na kumulativní vložku 59 a dále z počinové náplně se stínicí vložkou.
Náhradní kumulativní střela (pro RPG-Nh-75)
Náhradní kumulativní střela má tvar a hmotnost jako kumulativní střela, obsahuje však pouze nevýbušné elementy. Tělo střely, temeno střely a uzávěr dna jsou stejné jako u ostré kumulativní střely. V těle střely je místo trhaviny A-IX-1 a rozbuškové pojistky hliníková vložka, která je dotažena temenem střely. Případná axiální vůle mezi temenem a hliníkovou vložkou je vymezena papírovými mezikružnými podložkami. Do předního závitu temene střely je zašroubován náhradní zapalovač 8j£, vyrobený jako jedna součástka (neobsahuje mechanismus). Zadní část těla náhradní střely je ukončena uzávěrem dna v němž je našroubován náhradní pyrotechnický zpožďovač autodestrukce, zhotovený jako dutý ocelový šroub se dnem. Ve výjimečných případech může být některá výrobní série náhradních střel opatřena ostrým pyrotechnickým zpožďovačem autodestrukce. Neaktivní protitankový granát s náhradní střelou (RPG Nh-75) má spalovací komoru laborovánu ostrou prachovou náplní a je určen k ostrým školním střelbám.

### Bezpečnostní opatření při použití RPG-75
Při výstřelu vyšlehne z trysky spalovací komory směrem dozadu proud plynů a částic krytky trysky, který ohrožuje prostor za granátem nejméně – do vzdálenosti 20 m a v šířce až 15 m. Do vzdálenosti 15 m za granátem nesmějí být snadno zápalné látky a až do vzdálenosti 30 m nesmějí být žádné osoby. 
Při střelbě z okopu musí být konec trysky granátu vzdálen od pevné stěny nejméně 2 m.
Střelba z místností a jiných, uzavřených prostorů, je zakázána.
Při střelbě nesmějí být před ústím výmetného pouzdra žádné překážky, které by mohly způsobit předčasný výbuch odpálené střely nebo porušit stabilitu jejího letu.
Střelec musí při střelbě zaujmout takovou polohu, aby se v žádném případě nepřiblížil tělem nebo výstrojí k trysce spalovací komory do proudu vytékajících plynů. Tělo střelce má být co možná kolmo k RPG-75 a při střelbě vleže má s ním svírat úhel nejméně 45°.
K ochraně sluchu si střelec vkládá do uší protihlukové chrániče sluchu, které jsou i s pouzdrem navlečeny na přední části nosného popruhu granátu. Uvnitř pouzdra chráničů jé uložen návod k jejich použití.
Při výcviku v mírových, podmínkách se doporučuje, aby střelec použil při střelbě z RPG-75 nebo RPG Nh-75 kromě chráničů sluchu současně protihlukovou přílbu nebo kuklu. 
V okolí palebného postavení, z něhož se střílí ostrým nebo náhradním granátem, musí všechny osoby až do vzdálenosti 100 m používat protihlukové chrániče sluchu.

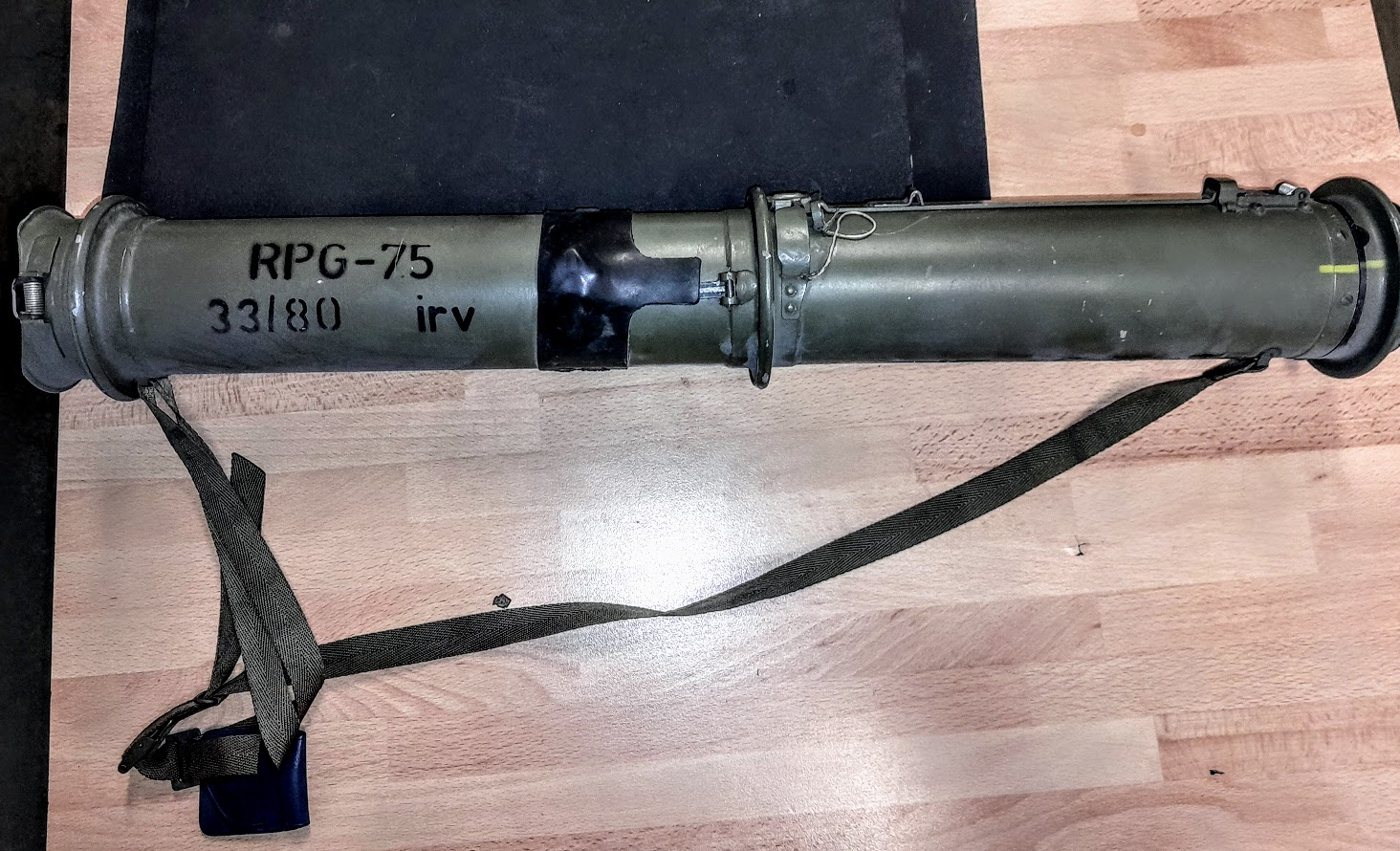
RPG-75 složeny
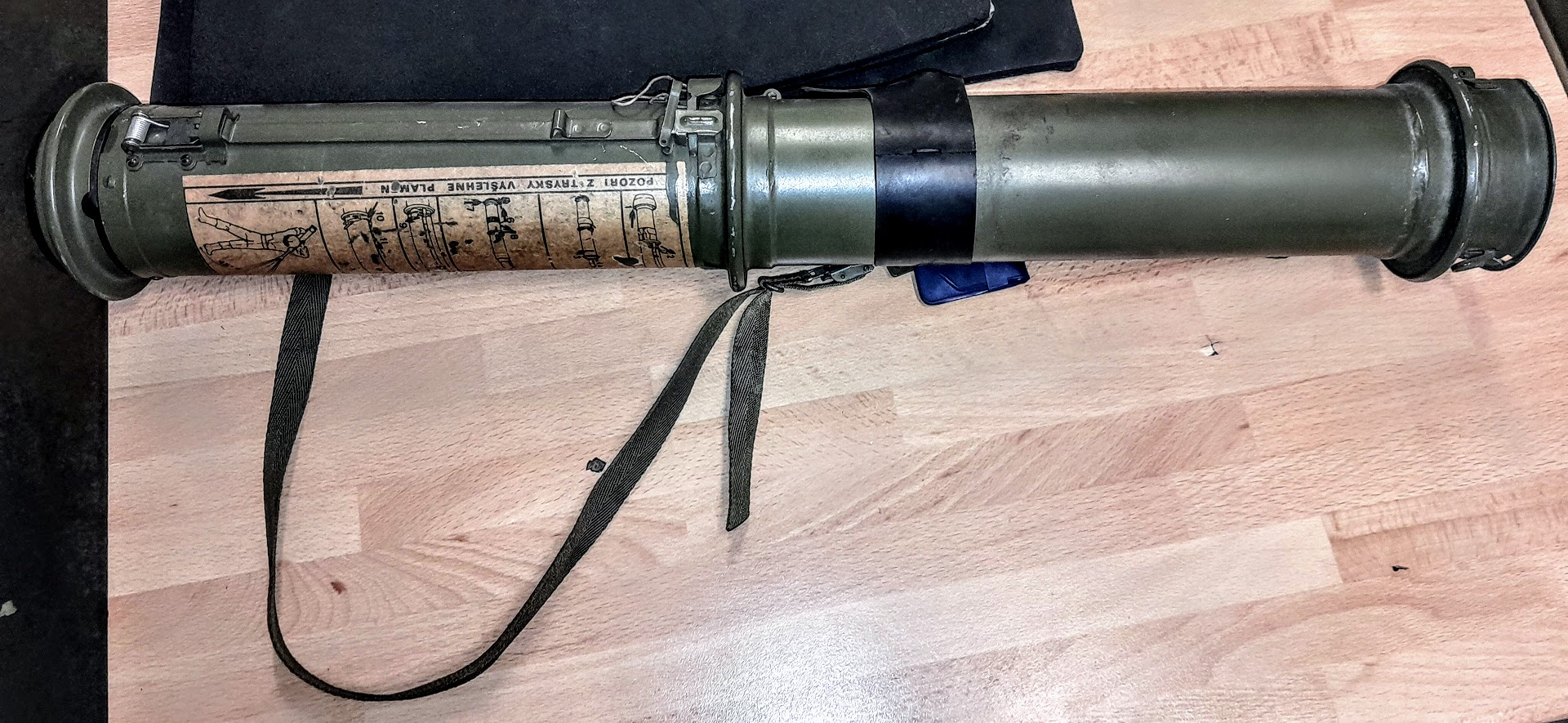
RPG-75
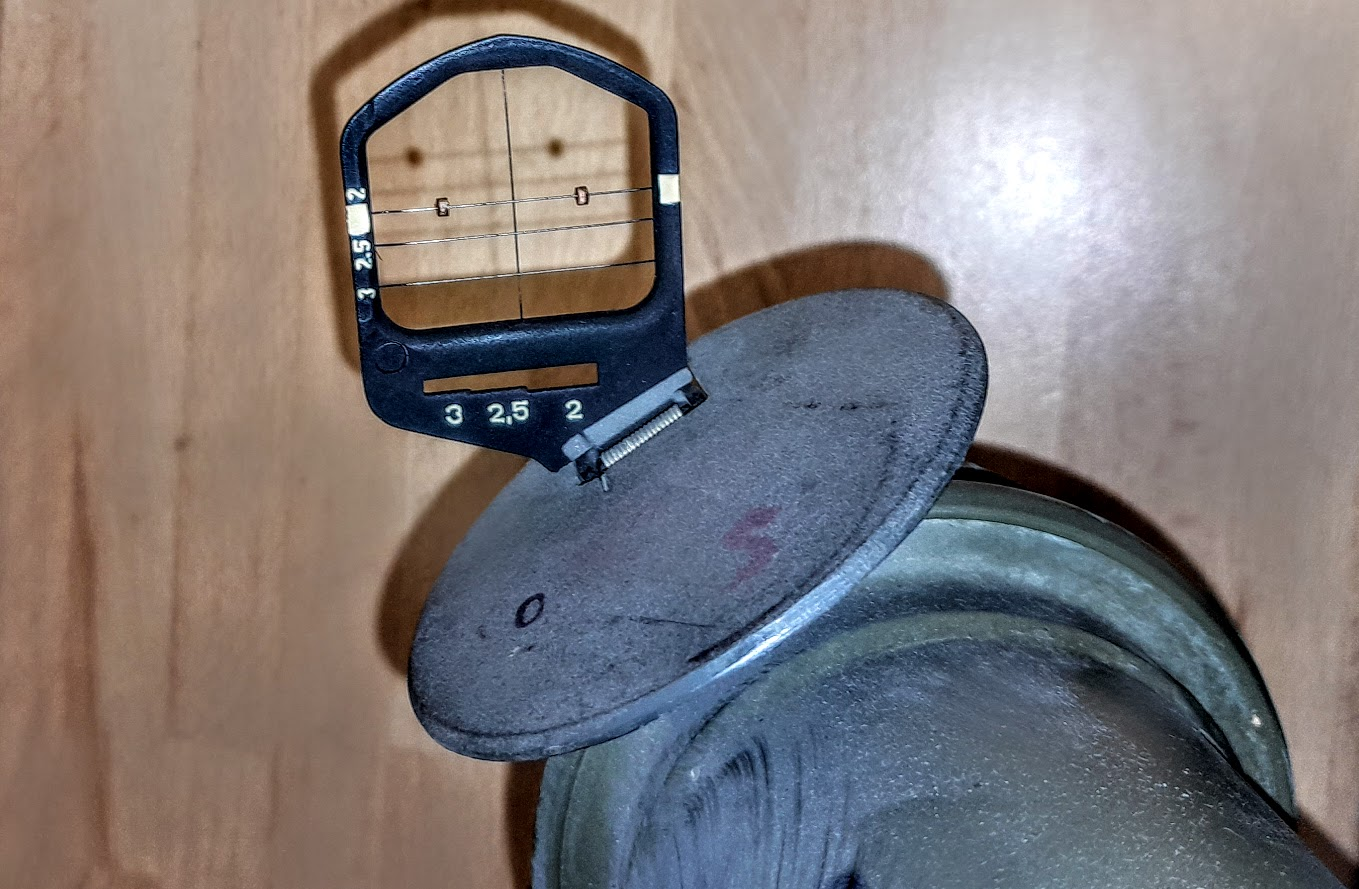
Mířidla RPG-75
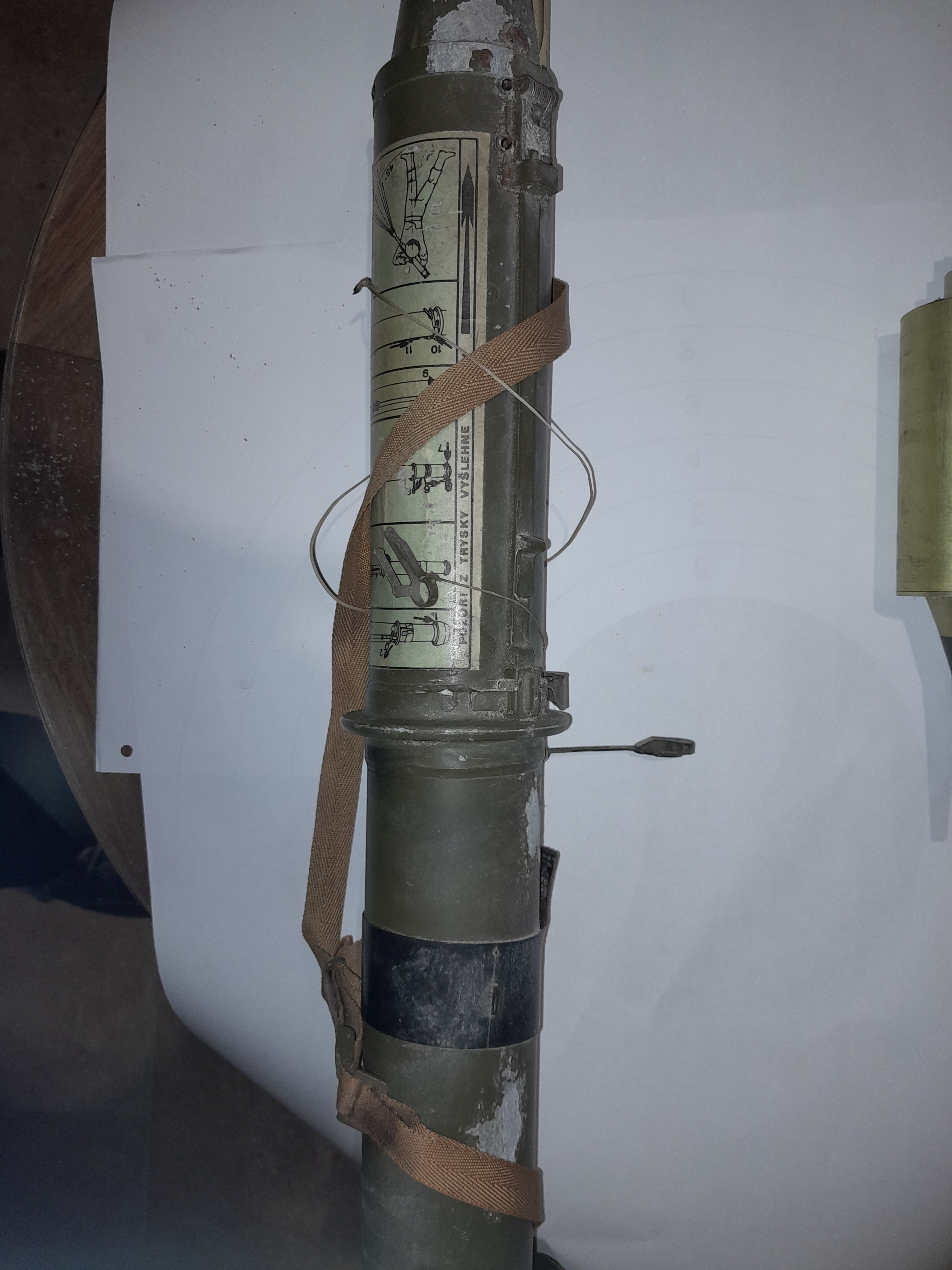
RPG Nh-75
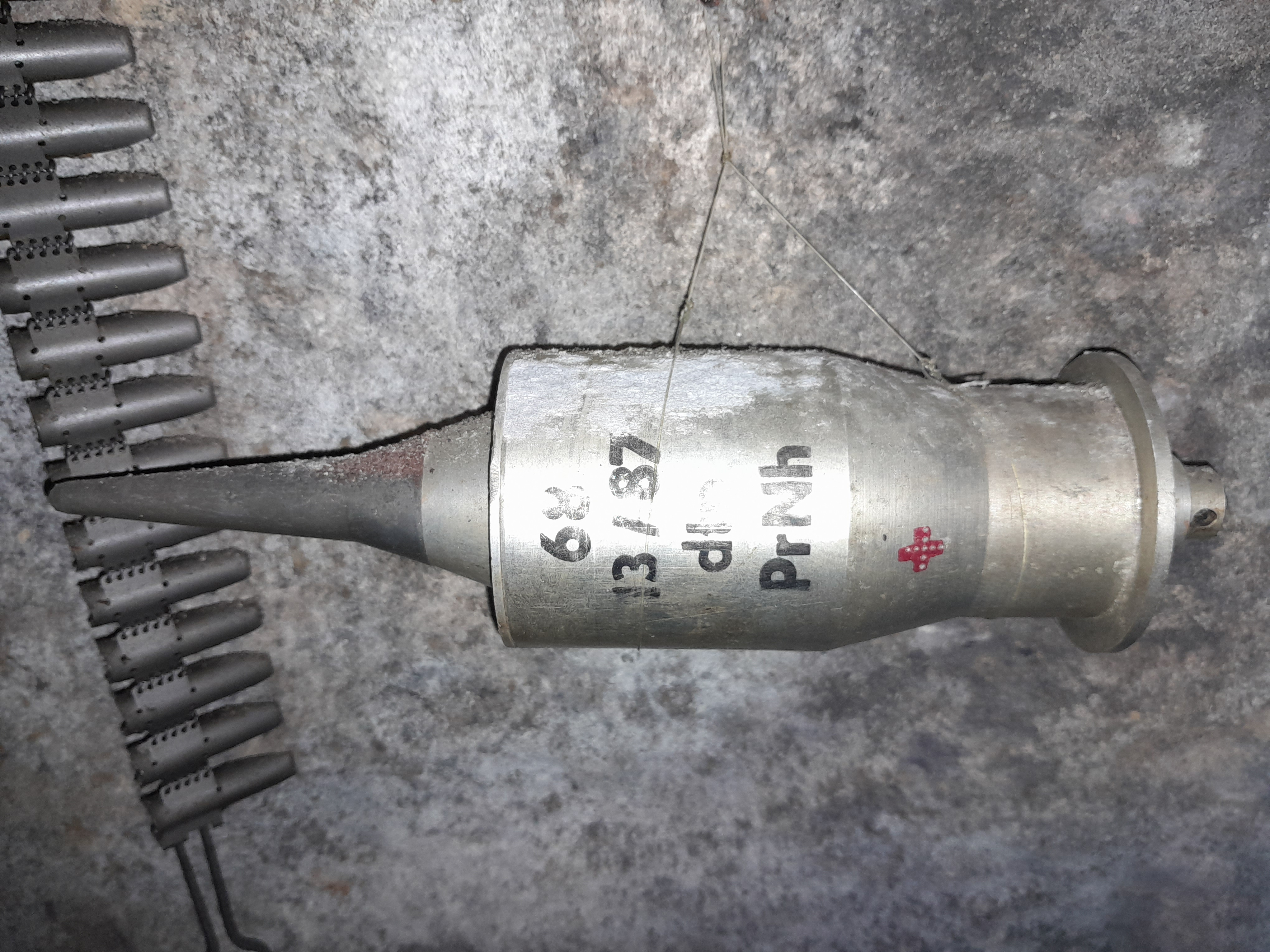
Náhradní kumulativní hlavice - Nh75
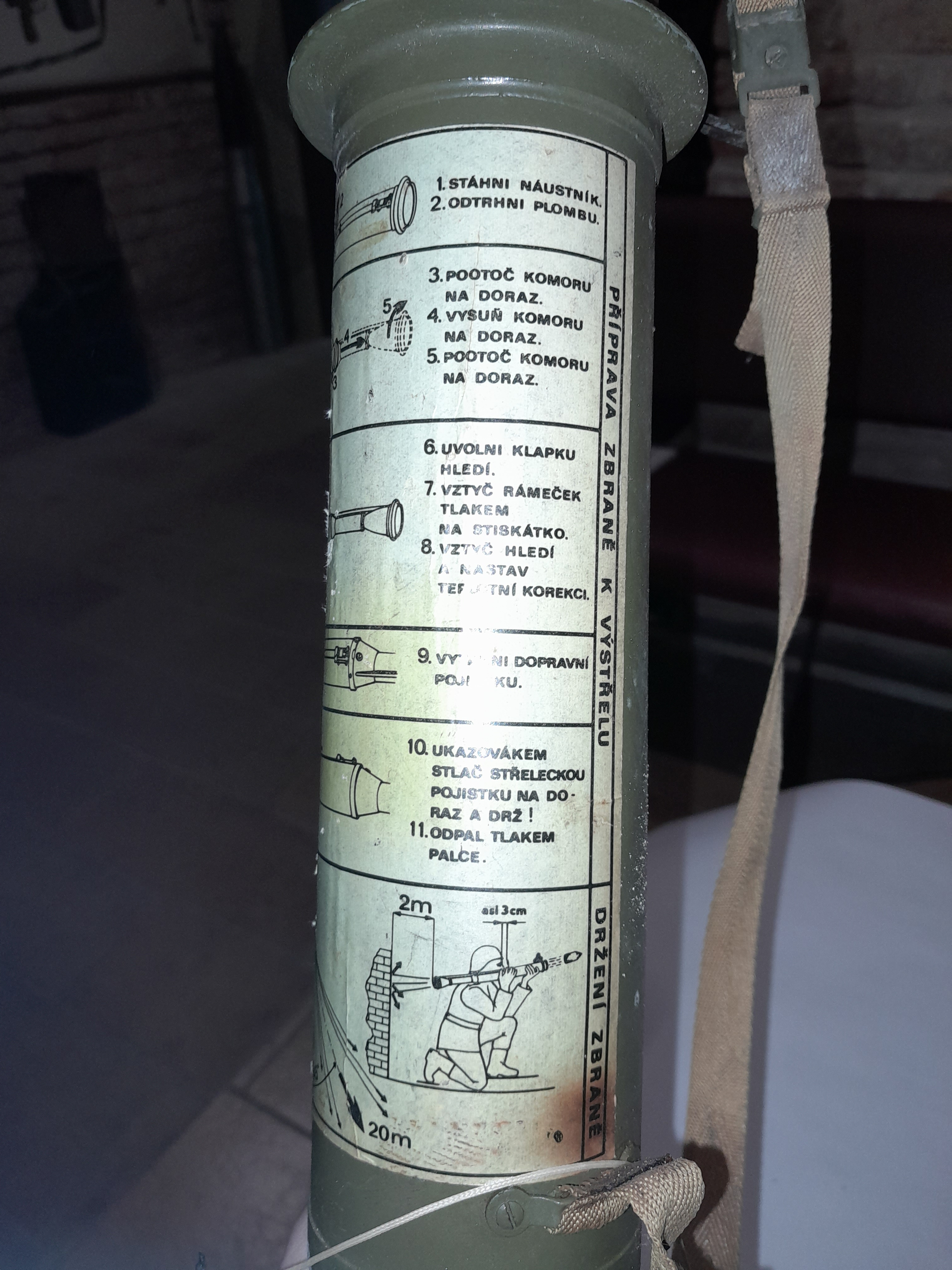
RPG Nh-75 návod na použití

### Číslováni a značkování RPG-75
Výrobní číslo granátu a je sedmimístné (např.79 02436) a je vyraženo na vnějším okraji zadního konce výmetné ho pouzdra vedle úderníku. První dvojčíslí značí rok výroby a dalších pět čísel výrobní pořadové číslo. Čísla granátů, jsou uvedena ve výrobních protokolech pro jednotlivé laborační série a jsou totožná s podklady o použitých materiálech jednotlivých součástek.
Výrobní číslo granátu je současné číslem výmetného pouzdra. Jelikož RPG-75 tvoří nedílný celek s nabitou kumulativní střelou a prachovou náplní, jsou údaje o těchto elementech uvedeny na nálepce, přilepené na povrchu spalovací komory. 
Na povrchu zadní části výmetného pouzdra je nalepena instrukční nálepka, podle níž může i nezacvičená obsluha připravit granát k výstřelu a vystřelit, pokud je seznámena se způsobem zamíření na cíl.
Pokyny na instrukční nálepce jsou určeny pro mimořádné podmínky použití. Pro použití RFG-75 v mírových podmínkách je instrukce nedostatečné a obsluhy musí před použitím ostrého (RPG-75) i náhradního (RPG Nh-75) reaktivního granátu.
| Druh granátu                                                              | Barva povrchu výmetného pouzdra | Šablonování výmetného pouzdra Na přední části          | Šablonování výmetného pouzdra Na zadní části | Zvláštní označení                                           |
| ------------------------------------------------------------------------- | ------------------------------- | ------------------------------------------------------ | -------------------------------------------- | ----------------------------------------------------------- |
| RPG-75 s kumulativní střelou (Pr)                                         | khaki                           | RPG-75 32/79 irv černou barvou                         | -                                            | -                                                           |
| RPG-Nh-75 se střelou (PrNh) a ostrou prachovou náplní ve spalovací komoře | khaki                           | RPG Nh-75 4/80 irv černou barvou                       | -                                            | Za předním ochranným nákružkem černý pruh 20 mm široký      |
| RPG Cv-75 cvičný granát s vložnou hlavní                                  | khaki                           | RPG Cv-75 3/78 irv černou barvou                       | -                                            | Za předním ochranným nákružkem dva černé pruhy 20 mm široké |
| RPG Šk-75 se střelou (Pršk) a spalovací komorou bez prachové náplně       | černá                           | RPG Šk-75 A 2/77 irr bílou barvou; Červeny trojúhelník | Nápis: "ŠKOLNÍ" bílou barvou                 | Za nápisem RPG Šk-75 vydůlčíkován trojúhelník               |

| Druh granátu                                    | Barva povrchu výmetného pouzdra | Šablonování výmetného pouzdra Na přední části | Šablonování výmetného pouzdra Na zadní části | Zvláštní označení |
| ----------------------------------------------- | ------------------------------- | --------------------------------------------- | -------------------------------------------- | --- |
| RPG-75-M s kumulativní střelou                  | khaki                           | RPG-75 M číslo šarže černou barvou            | -                                            | Za předním ochranným nákružkem černý pruh 20 mm široký a za ním žlutý pruh 20 mm široký                               |

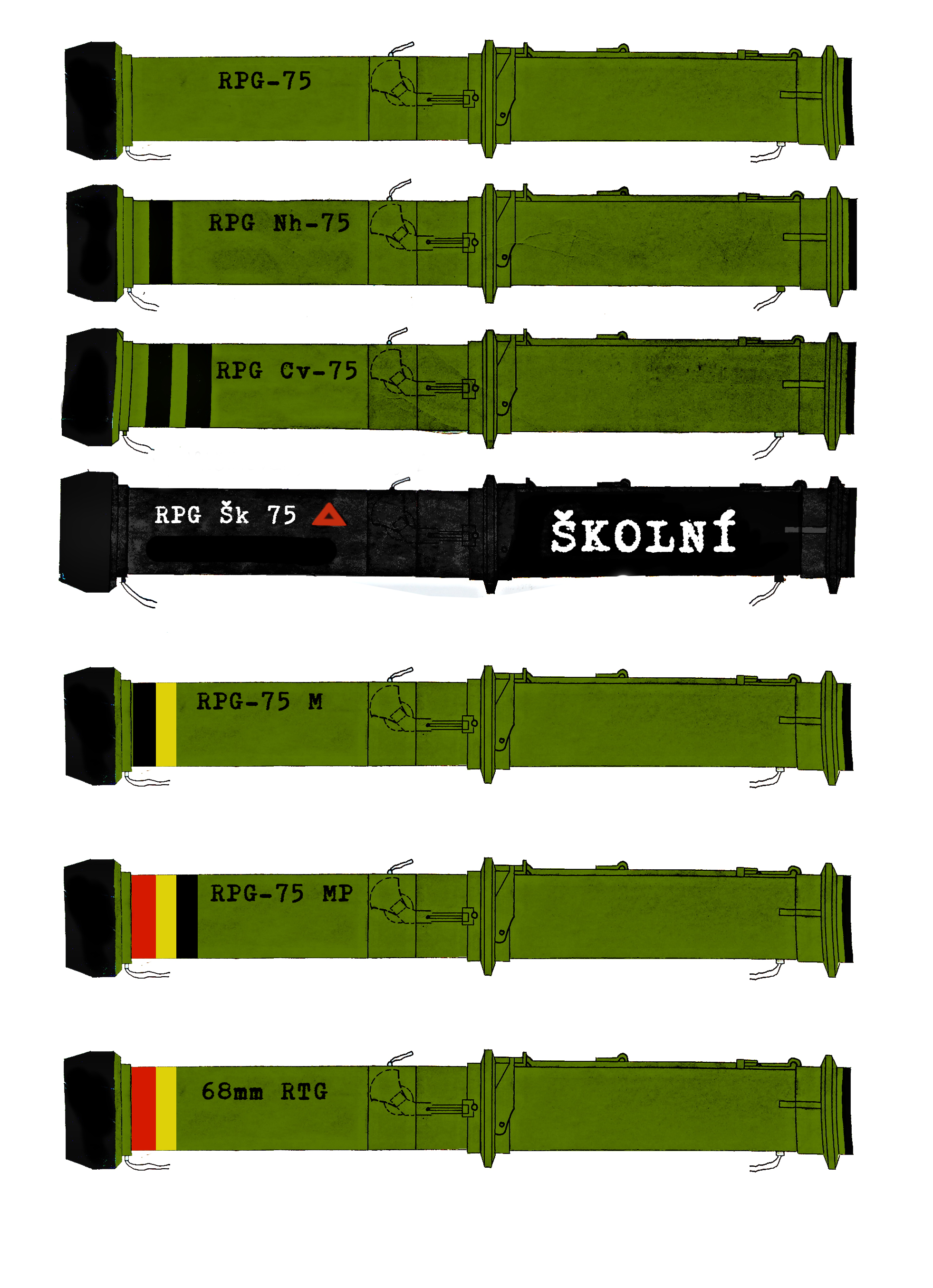
Značení RPG75

| RPG-75 MP s kumulativně - termobarickou střelou | khaki                           | RPG-75 MP číslo šarže černou barvou           | -                                            | Za předním ochranným nákružkem červený pruh 20 mm široký a za ním žlutý pruh 20 mm široký a za ním 20 mm široký černý |
| 68mm RTG s termobarickou střelou                | khaki                           | 68 mm RTG číslo šarže černou barvou           | -                                            | Za předním ochranným nákružkem červený pruh 20 mm široký a za ním žlutý pruh 20 mm široký                             |

### Verze
RPG-75 – Verze s ostrou kumulativní hlavicí (s trhavinou A-IX-1). Jedná se o původní variantu, která byla vyvinuta v 70. letech. V průběhu výroby došlo k několika změnám na mířidlech a v instrukcích pro míření. 
RPG-75 M  – Modernizovaná varianta (současná produkce)
RPG-75 MP – se zabudovaným granátem s kumulativním a zároveň termobarickým účinkem. Vývoj dokončen v roce 2012. Průbojnost granátu pouze 150 mm.
RPG-Nh-75 – Určeno pro nácvik střelby. Totožné s bojovou verzí, pouze s inertním projektilem (projektil označen červeným +, místo trhaviny obsahuje hliníkovou vložku).
RPG-Cv-75 – Určeno pro nácvik střelby. Obsahuje zapuštěnou hlaveň 7,65 mm – opakovaně použitelná. Využívá pistolové střelivo 7,62 mm Zm75  (7,62x25 mm)
RPG-Šk-75 – Určeno pro přípravu ke střelbě, zaměřování cíle a spouštění. Neobsahuje výbušninu ani nálož.
68mm RTG – Vylepšená verze s termobarickým projektilem, představená v roce 2009. Verze byla dříve označována jako RPG-75-TB
Takticko-technická data RPG-75
Ráže výmetného pouzdra a střely:                                         68 mm
Počáteční rychlost střely V0:                                           189 m.s-1
Metná délka na cíl vysoký 2 m:                                             190 m
Největší dálka mířené střelby:                                               300 m
Průbojnost pancíře:                                                            300 mm
Doba letu střely do autodestrukce:                                    3 až 6 s
Použitelnost granátu v rozsahu teplot:                  −40 °C až +50 °C
Délka:
granátu v dopravní poloze:                                                633 mm
granátu v bojové poloze:                                                    890 mm
výmetného pouzdra:                                                          580 mm            
kumulativní střely se zapalovačem:                                   270 mm
Hmotnost:
– granátu v dopravní poloze:                                             3,20 kg
– granátu v bojové poloze:                                                3,10 kg
kumulativní střely se zapalovačem:                                  0,818 kg
trhaviny A-IX-1:                                                                 0,320 kg
prachové náplně:                                                              0,085 kg
naplněného trubkového obalu (3 ks RPG-75):                      13 kg
naplněného truhlíku (6 ks RPG-75):                                      34 kg

Takticko-technická data RPG Cv-75
Vložná hlaveň:
– ráže:                                                                                7,62 mm
– celková délka:                                                                  82 mm
– délka drážkované části vývrtu:                                      59,5 mm
– největší dálka mířené střelby:                                           300 m
Náboj 7,62-Zm 75:
– celková délka:                                                               27,2 mm
– hmotnost:                                                                            6,4 g
– hmotnost prachové náplně Nc dp P2:                            0,128 g
Střela zaměřovací vz.43:
– rychlost střelby V7:                                                    227 m.s-1
– doba letu do dálky 300 m:                                               1,5 s
– doba letu do dálky 200 m:                                               1,0 s
– hmotnost:                                                                          3,6 g
Kompletní RPG Cv-75:
– délka: 
v dopravní poloze:                                                          633 mm
v bojové poloze:                                                             890 mm
– použitelnost v rozsahu teplot:                         −20 °C až +50 °C
– Hmotnost:
v dopravní poloze:                                                         3,36 kg
v bojové poloze:                                                            3,10 kg